# 哈爾西街車站 (BMT卡納西線)
哈爾西街車站（英語：Halsey Street station）是美國紐約地鐵BMT卡納西線的地鐵站，位於布什維克及里奇伍德哈爾西街及威克奧夫大道交界，設有L線（任何時候停站）列車服務。

## 車站結構
| G        | 街道層   | 出入口                                 |
| P 月台層 | 側式月台 | 側式月台                               |
| P 月台層 | 西行     | ← 往第八大道 (默特爾-威克奧夫大道)     |
| P 月台層 | 東行     | → 往卡納西-洛克威公園道 (威爾遜大道) → |
| P 月台層 | 側式月台 |                                        |

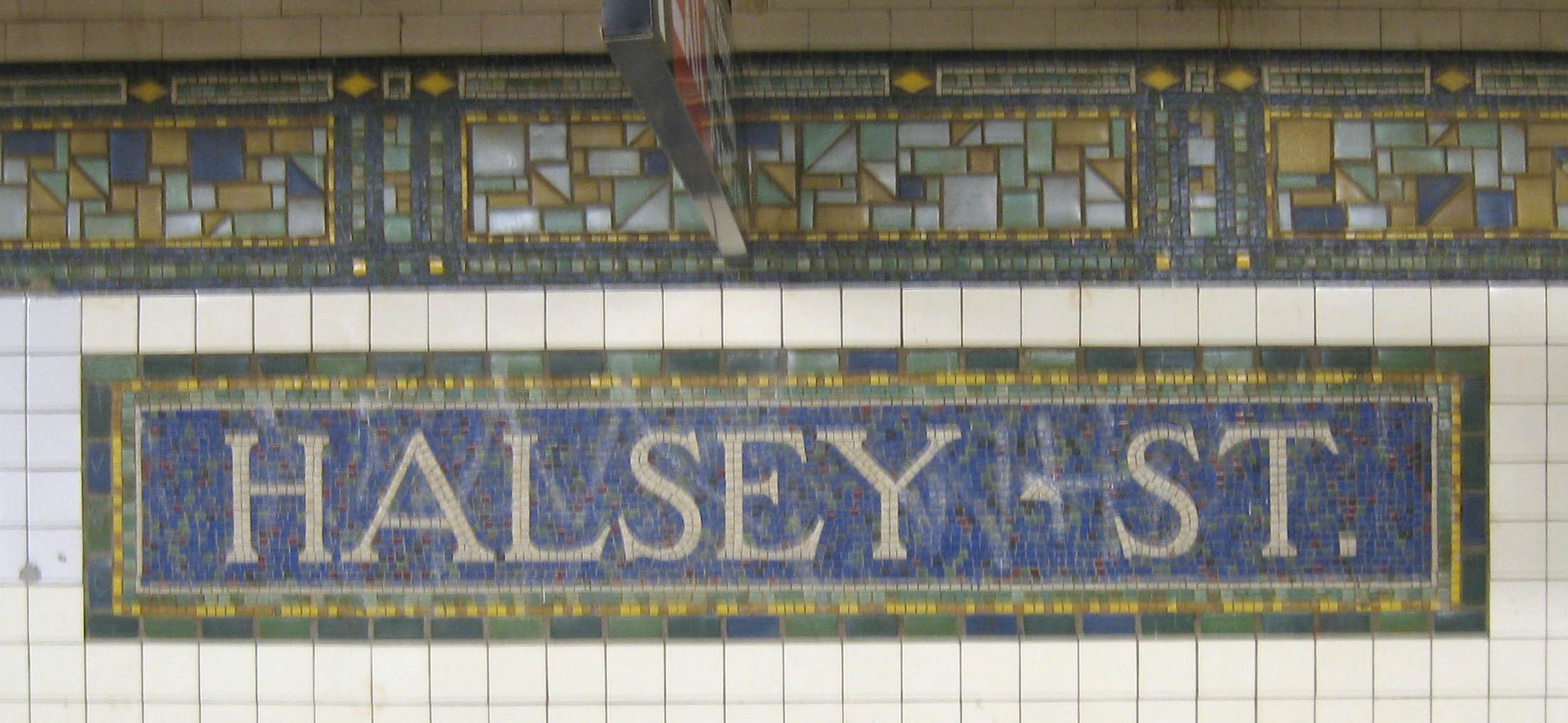
南行月台馬賽克

此站設有兩個側式月台和兩條軌道。因為奧克奧夫大道上所有交匯處都是T字型，月台都有所偏差，往曼哈頓方向的月台位於往卡納西方向以東約60英呎。同時，布魯克林和皇后區的邊界在轉南以前是沿威克奧夫大道而行，整個曼哈頓方向月台和卡納西方向月台的東半部都位於皇后區，但紐約市公共運輸局卻將此站視為布魯克林。

## 外部連結
- nycsubway.org—BMT Canarsie: Halsey Street
- Station Reporter — . stationreporter.net.   [2017-12-16]. （原始内容存档于2013-06-30）.
- The Subway Nut — Halsey Street Pictures（页面存档备份，存于）.
- Halsey Street entrance from Google Maps Street View（页面存档备份，存于）
- George Street entrance from Google Maps Street View（页面存档备份，存于）
- Covert Street entrance from Google Maps Street View（页面存档备份，存于）
- Norman Street entrance from Google Maps Street View（页面存档备份，存于）
- Platforms from Google Maps Street View